# 长治王村机场
长治王村机场始建于1958年，位于山西省长治市北7.5千米处，占地面积约15万平方米。长2600米的水泥跑道和2600米的水泥滑行道，建有南北远导航台以及指挥、灯光等先进设备，可供各种中、小型飞机昼夜起降，目前属国家4C民航机场。

## 历史

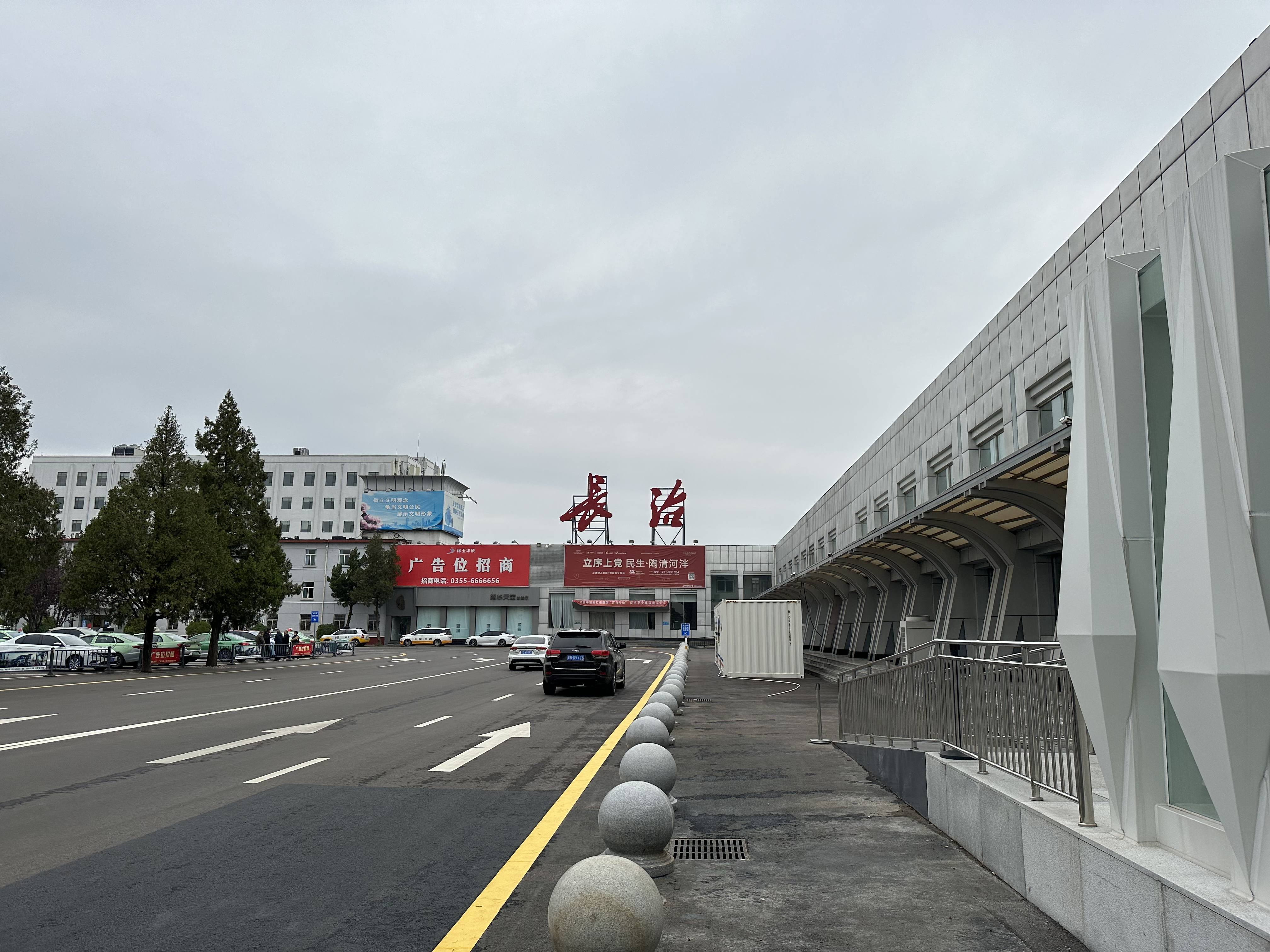
长治机场旧航站楼，目前已停用

长治机场始建于1958年，1965年3月扩建，1966年10月竣工。1969年9月，经国务院、中央军委批准，某航空兵部队进驻，按军用机场标准扩建。2003年机场属地化前，长治机场曾分别隶属于中国民用航空第十九飞行大队，中国工业航空第二分公司、中国通用航空公司长治分公司、中国通用航空公司河北分公司、中国通用航空公司河北分公司长治航空站，1997年11月24日隶属于民航山西省局，设长治航空站。2003年机场属地化，机场变为山西省民航机场集团公司长治机场分公司管理，2014年4月机场变更为山西航空产业集团有限公司下设的长治机场有限责任公司管理。
2000年6月，由于跑道风化，设施落后，无法保证正常飞行，机场被迫停航。2002年6月6日，长治机场复航改造工程动工，工程对机场跑道，助航灯光和候机楼进行了改造，并于2002年12月25日竣工，并通过了民航华北管理局的竣工验收。2003年9月8日，机场复航。
2004年至2017年期间，机场陆续安装完成了仪表着陆系统，并完成了机坪扩建、助航灯光改造、和航站楼扩建等工程。2015年山西省发改委和民航华北地区管理局批复长治机场航站区改扩建工程，工程概算为36821万元，2017年3月，民航专业工程正式开工建设，2019年12月完成并投入使用。2019年4月，机场新航站楼及附属配套工程开工建设，并于2021年9月20日投入试运行。

## 航空公司与航点
2025年夏秋航季（3月30日至10月25日），开通运营航线11条，通航城市17个。
| 航空公司     | 目的地                                                        |
| ------------ | ------------------------------------------------------------- |
| 华夏航空     | 重庆、天津、成都/天府、大连、西安、杭州、厦门、呼和浩特、海口 |
| 中国国际航空 | 北京/首都                                                     |
| 中国南方航空 | 武汉、廣州（經停武汉）                                        |
| 东海航空     | 北京/大兴、深圳、昆明、青岛                                   |
| 吉祥航空     | 上海/浦东                                                     |
| 桂林航空     | 大连、桂林                                                    |
| 通用航空     | 忻州、太原/尧城、运城、大同                                   |

## 机场交通

### 公共汽车
| 编号 | 编号 | 线路及运营时间  | 线路及运营时间 | 线路及运营时间 | 收费 | 运营商     | 备注 |
| ---- | ---- | --------------- | -------------- | -------------- | ---- | ---------- | ---- |
|      | 901  | 清华 7:20–16:00 | ⇆              | 机场           | 1元  | 公交四公司 |      |